# Bivac

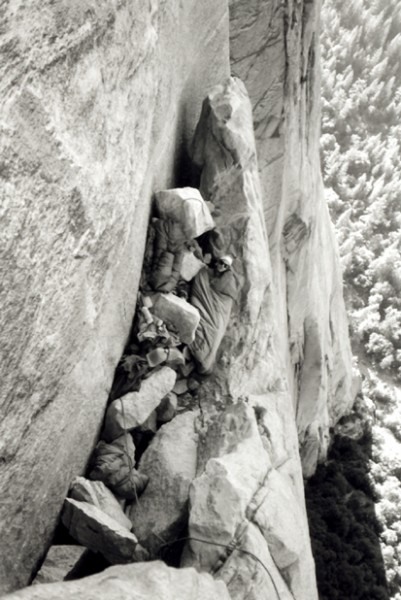
L'escalador Chuck Pratt va fer bivac durant la primera ascensió al mur de Salathé a El Capitan, a la vall de Yosemite, el setembre de 1961.

Un refugi de bivac és qualsevol lloc de càmping improvisat o refugi que sol ser de caràcter temporal, utilitzat especialment per soldats o persones dedicades a la motxilla, el ciclisme, l'escoltisme o l'alpinisme. Sovint es pot referir a dormir a la intempèrie amb un sac de bivac, però també pot referir-se a un refugi construït amb materials naturals com una estructura de branques per formar un marc, que després es cobreix amb fulles, falgueres i material similar per a la impermeabilització i lona (fullaraca) per a l'aïllament. Els bivacs moderns sovint impliquen l’ús d’una o dues tendes per a homes, però també poden estar sense tendes ni coberta completa. En l’alpinisme modern, la naturalesa del refugi bivac dependrà del nivell de preparació; en particular, si es pot incorporar al refugi material d’acampada i exterior. El bivac familiar es coneix com un bivvy (bivy també escrit o bivvi o bivi).

## Etimologia
La paraula bivac és francesa i deriva, en última instància, de l’ús alemany suís del segle xviii de Beiwacht (bei de rellotge i Wacht o patrullatge). Es referia a una vigilància addicional que mantindria una força militar o civil per augmentar la vigilància en un campament. Després de l'ús per part de les tropes de l'Imperi Britànic, el terme també es coneixia com a bivvy de forma abreujada.

## Construcció

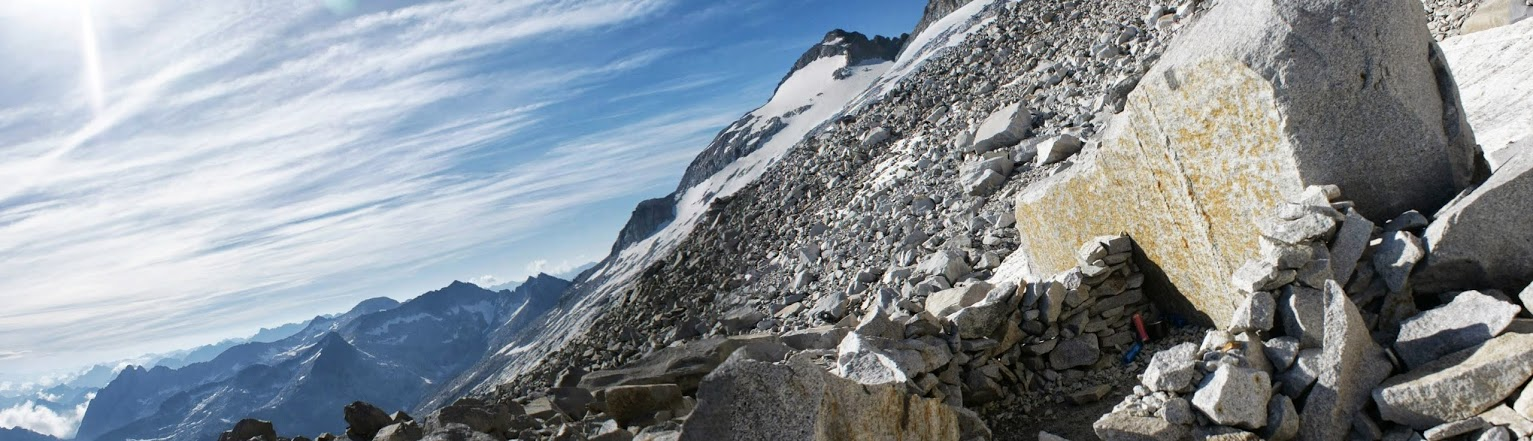
Refugi de bivac amb el pic Aneto 3,404 m al fons, a la serralada dels Pirineus

Els dissenys a una sola cara permeten un fàcil accés i permeten la calor d’un foc als refugis, mentre que els dissenys amb sostre complet tenen una retenció de calor molt millor. Com a norma general, el sostre ha de tenir almenys un peu de gruix i opac per bloquejar la llum solar. Els bivacs artificials es poden construir utilitzant una gran varietat de materials disponibles, des de xapes de ferro ondulat o contraxapat, fins a fulls de terra o un basha fabricat específicament. Tot i que tenen l'avantatge que la construcció és ràpida i eficient en recursos, l'aïllament és relativament pobre.
Hi ha moltes maneres diferents d’instal·lar un refugi de bivac. El mètode més comú és utilitzar una tela de bivac com a sostre del refugi i un segon com a tela de sòl. La tela de mosca del sostre està suspesa al llarg de la línia de carena per un cordó lligat entre dos arbres que es troben a una distància adequada. Les quatre cantonades de la tela de mosca es fixen o es lliguen a altres arbres. Cal tenir cura de deixar un buit entre el terra i la làmina per assegurar que hi hagi prou flux d’aire per aturar la condensació.
Una basha és una tenda de campanya senzilla, feta d’un o dos fulls de tela impermeable i una mica de cordó resistent. En general, un basha està fet de niló reforçat amb traus i bucles o pestanyes situades al llarg dels quatre costats de la làmina i, de vegades, a través de les dues línies centrals de simetria. El basha és un refugi extremadament versàtil que es pot erigir de moltes maneres diferents per adaptar-se a les condicions particulars de la ubicació. La paraula també de vegades fa referència a un tipus especial de sac de bivac.

## Sac de bivac

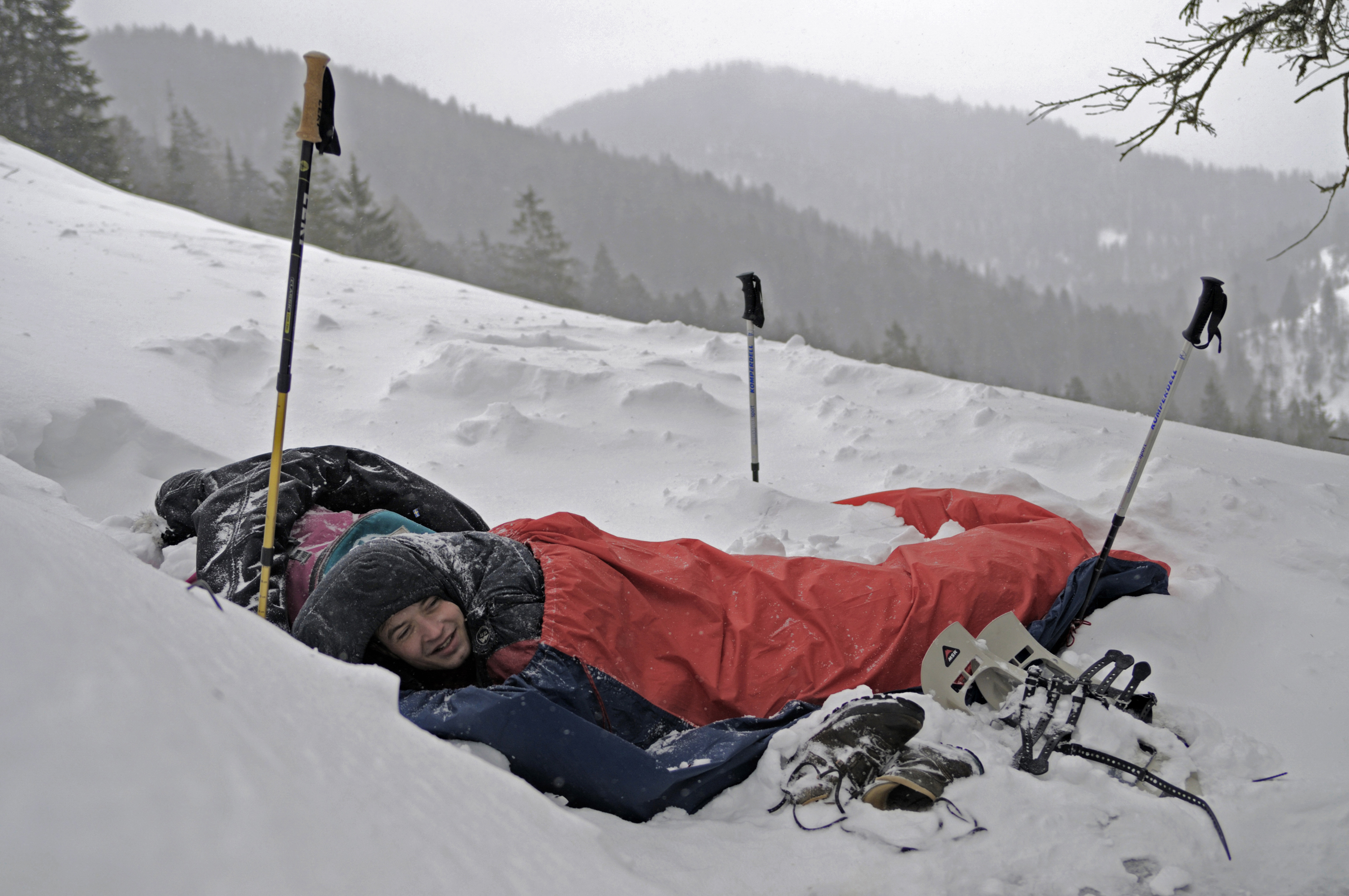
Un sac de bivac (en vermell) que cobreix un home dins d’un sac de dormir a Benediktenwand, Alemanya

Un sac de bivac és un tipus de refugi de bivac més petit. En general, és un refugi portàtil, lleuger i impermeable, i una alternativa als refugis de bivac més grans. El principal avantatge d’un refugi de sac de bivac és la rapidesa d’instal·lació i la capacitat d’ús en un espai reduït en comparació amb els refugis semblants a les tendes de campanya. Per tant, un sac de bivac és una opció habitual per als excursionistes, ciclistes o escaladors que han d’acampar en zones reduïdes o en zones desconegudes. Un sac de bivac sol tenir una capa fina de tela impermeable dissenyada per lliscar sobre un sac de dormir, proporcionant-ne de 5 a 10 graus addicionals d’aïllament i que forma una barrera eficaç contra el fred i la pluja.
L’inconvenient d’un simple sac de bivac és la humitat que es condensa per la part interior i deixa humit l’ocupant o el sac de dormir. La humitat disminueix greument l'efecte aïllant dels sacs de dormir. Aquest problema s'ha pal·liat una mica en els darrers anys amb l’aparició de teixits més impermeables i transpirables, com el Gore-Tex, que permeten passar una mica d’humitat a través del teixit tot bloquejant la majoria de l’aigua externa. Una bossa de bivac tradicional normalment s'enfonsa fins a la cara de l’usuari, deixant només un petit forat per respirar o mirar. Altres sacs de bivac tenen una pantalla de malla a la zona de la cara per permetre la visibilitat exterior i el flux d'aire, tot i que protegeixen dels insectes. Cremar completament un sac de bivac és una pràctica deficient, tant per l'evident risc d'hipòxia com per l’augment espectacular dels nivells de condensació que es formaran a l’interior de la bossa.

## Boofen
A la regió alemanya de la Suïssa sajona a les muntanyes de pedra arenisca de l'Elba, els escaladors es refereixen a la nit a l'aire lliure com a Boofen (pronunciat "bo-fen"). El lloc seleccionat per a pernoctacions sol comprendre un voladís a la roca de gres o una cova, l'anomenat Boofe ("bo-fe"). Sovint s'ha adaptat amb una zona de nit i una llar de foc. Als parcs nacionals, Boofen només està permès en llocs designats i només en relació amb l'escalada, tot i que en aquest cas està totalment prohibit encendre focs. La paraula col·loquial saxona boofen es va derivar de pofen (com a dormir profundament i durant molt de temps).

## Exemples
Un exemple de bivac que es feia en un moment d'urgència es va mostrar quan l'escalador Hermann Buhl va fer l'ascensió a Nanga Parbat el 1953 i es va veure obligat a fer bivac tot sol en un ressalt de roca a 8000 m d'altitud, per poder sobreviure fins l'endemà.